# Скіту-Хадимбулуй
Скіту-Хадимбулуй (рум. Schitu Hadâmbului) — село у повіті Ясси в Румунії. Входить до складу комуни Міроняса.
Село розташоване на відстані 304 км на північ від Бухареста, 20 км на південний захід від Ясс.

## Населення
За даними перепису населення 2002 року у селі проживали 113 осіб, з них 112 осіб (99,1%) румунів. Усі жителі села рідною мовою назвали румунську.